# Oberrohrdorf
Oberrohrdorf (gsw. Oberroodlef) – gmina w Szwajcarii, w kantonie Argowia, w okręgu Baden. Liczba mieszkańców 31 grudnia 2014 roku wynosiła 4001.